# Irma's injectie

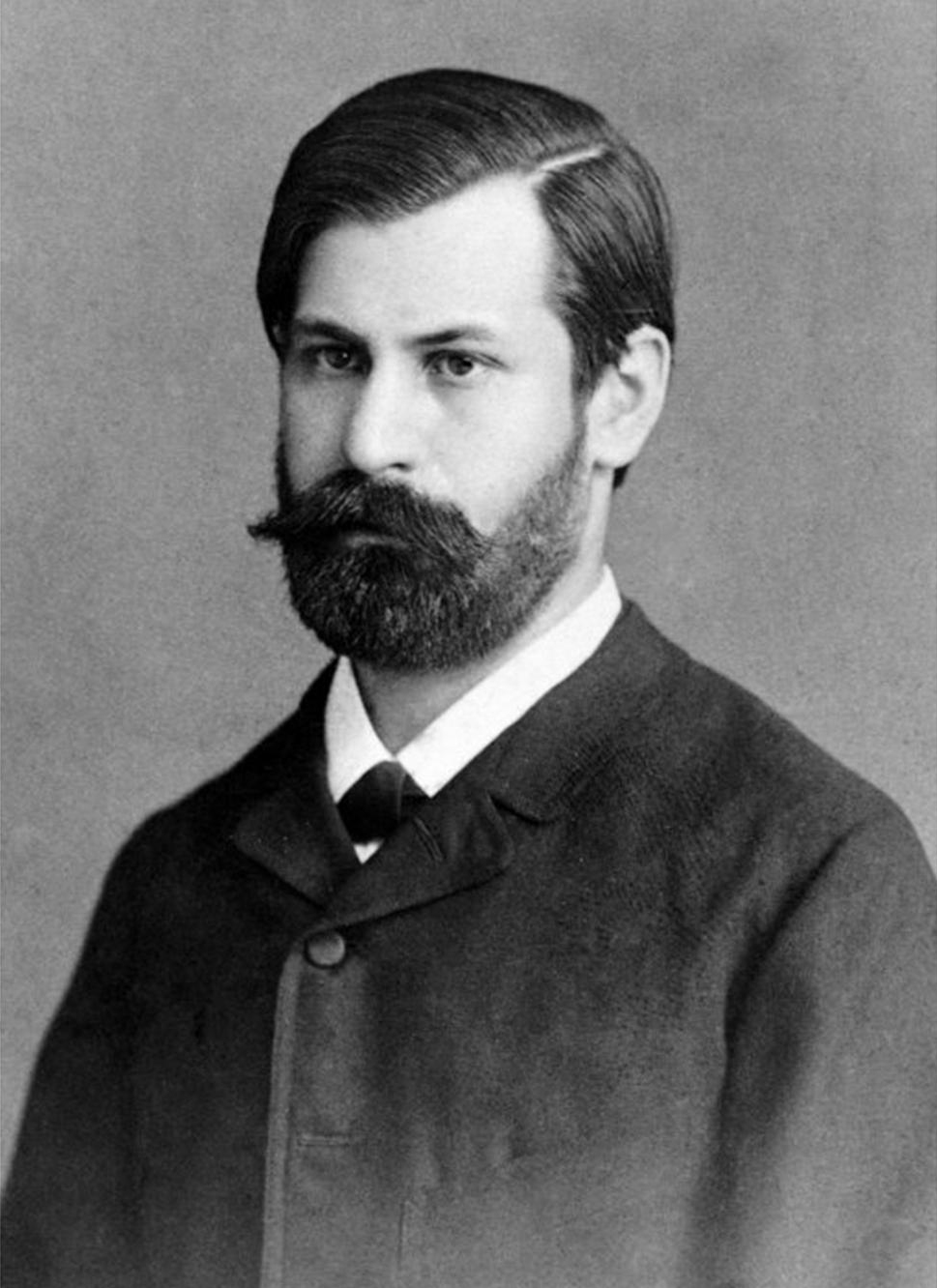
Sigmund Freud, 1885

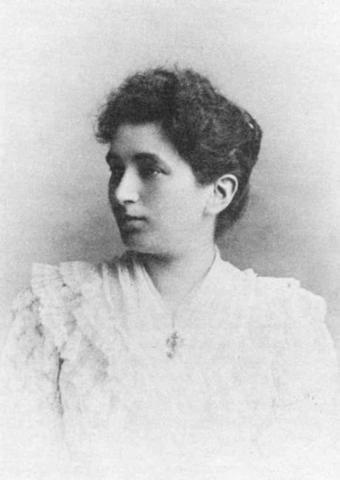
Emma Eckstein, patiënte van Freud die ‘model’ stond voor Irma

Irma's injectie is de naam die Sigmund Freud gaf aan een van zijn eigen dromen (uit 1895) als beschreven in zijn boek De droomduiding (1900). Het betreft de droom waarmee hij het boek opent en waarop hij met name in de eerste vier hoofdstukken van het werk steeds weer terugkomt ter illustratie van zijn analytische theorieën.

## Droombeschrijving
De droom begint in een grote zaal, waar de familie Freud veel gasten ontvangt, waaronder Irma, een vriendin van de familie die hij al eens psychoanalytisch had behandeld. Irma heeft overduidelijke trekken van Emma Eckstein, een van Freuds patiënten. Freud neemt Irma terzijde om haar te berispen omdat ze zijn ‘oplossing’ niet accepteert en vertelt haar dat als ze nog steeds pijnen heeft “dat echt haar eigen schuld is”. Ze antwoordt hem dat de verstikkende pijnen in haar keel en buik erger zijn dan hij denkt. Freud vraagt zich af of hij iets organisch over het hoofd kan hebben gezien en wil in haar keel kijken. Na een aanvankelijke weigering stemt ze toe en neemt Freud witte plekken en grijsachtige stippen waar, in de vorm van een neus. Vervolgens loopt de droom vol met artsen en vrienden in vermomming, onder andere zijn vriend Wilhelm Fliess. Al deze mensen blijken op een of andere manier verantwoordelijk te zijn geweest voor Irma’s pijnen. Uiteindelijk ontdekt hij in zijn droom dat zijn vriend Oscar Rie haar een injectie trimethylamine heeft gegeven met een spuit die niet steriel was.

## Duiding
Freud duidde de droom beeld voor beeld, bijna woord voor woord. Zo associeert hij de chemische verbinding trimethylamine met theorieën van zijn vriend Fliess over seksuele chemie en de niet steriele spuit met zijn eigen trots over de wijze waarop hij zijn eigen spuiten schoon hield. Vervolgens gaan zijn gedachten alle kanten op en denkt hij aan een aantal medische fouten die hij zelf ooit maakte, associaties die volgens Freud vooral draaien om zijn vakbekwaamheid als arts. De wens waaraan de droom volgens Freud dan ook uitdrukking gaf was vooral dat het lijden van Irma niet als zijn eigen fout moest worden gezien, maar als de fout van anderen. Hij zag het primair als een droom van zelfbevestiging.

## Kritiek
Critici wijzen er echter op dat de droom ook uitgelegd kan worden als een uitdrukking van Freuds twijfels over het vakmanschap van zijn vriend Fliess, die recent een medische fout had gemaakt bij Emma Eckstein door gaas in haar neusholte te laten zitten na een door Freud voorgestelde neusoperatie, een voorval dat leidde tot een enorme neusbloeding. Daarmee zou de droom ook gezien kunnen worden als een poging om de schuld niet bij zijn vriend Fliess maar bij iemand anders te leggen. Ook valt op dat Freud, in tegenstelling tot zijn gebruikelijke wijze van analyseren, voor de hand liggende seksuele duidingen van details (het niet willen openen van de mond, de vuile injectiespuit) niet benoemt en dus lijkt te vermijden, hetgeen mogelijk met Freuds eigen gevoelens voor Emma Eckstein te maken had. Critici van de psychoanalyse grijpen de droom van Irma dan ook wel aan om te wijzen op het gevaar van ‘hineininterpretieren’ ("je haalt eruit wat je zelf het liefste ziet") en meer in het algemeen als voorbeeld van hoe de duiding van een droom alle kanten op kan.